# Los Pekes
Los Pekes fue un conjunto músico-vocal de pop español en la década de los 60; es reconocida por ser una de las bandas participantes en el desarrollo del estilo de la música pop en España, dedicándose a hacer covers de temas de moda de la época

## Historia
Formado en su inicio por cinco muchachos de Madrid pertenecientes a la rondalla de San Juan Bermans, (dependiente del ICAI); Benito Gil, José Pedro López Saborit (Pepe), José Ignacio Mateos y los hermanos Jesús y Pedro Provencio.
En 1963 y tras la marcha de José Ignacio, María Esther Álvarez se incorpora al grupo como vocalista. Viajan a Gijón para participar en el Festival de la Costa Verde, donde consiguen los mejores galardones que se traducen en la firma de un contrato discográfico con el sello Zafiro.
Su primer EP es lanzado al mercado en 1964, teniendo una importante acogida en España. Benito Gil abandona el conjunto ese año por problemas familiares, aunque sigue como productor musical. En su lugar entra Francisco Cervera (Francis). Antes de finalizar el año graban el sencillo: De mi mejor amigo y Tu serás mi Baby, que llegará a situarse en los primeros puestos de las listas de ventas de discos y de popularidad.
Por esos meses, Los Pekes obtienen un importante triunfo en el Festival de la Canción Hispano-Portugués de Aranda de Duero, y debido a esto, firman con TVE un contrato para participar en catorce programas de Escala en hi-fi, donde alcanzan una gran popularidad que exige al grupo la exclusiva dedicación a la música. Francis decide marcharse y seguir con sus estudios, y entra Luis Blanco a ocupar su puesto.
Durante 1965, editan nuevos discos, uno ellos con una versión original de Poupée de cire, poupée de son la canción con la que France Gall había ganado en la edición de ese año de Eurovisión, que les vuelve a situar en los primeros puestos. También graban Triste sin ti, creación de Benito Gil, miembro del grupo. Continúan sus apariciones en radio y TV en espacios como La Ponderosa y Salto a la fama; y logran entrar en el mundo del cine en la película "Un beso en el puerto", dirigida por Ramón Torrado.
Durante el mismo año, el grupo, junto al sello discográfico continúan con los estilos musicales de la época, lanzando un EP con la canción "La bostella" y generando gran cantidad de publicidad para el disco; sin embargo, es censurado por el gobierno de la época, siendo prohibido dentro de España.
En 1966, tras un paréntesis discográfico que lo dedican a cumplir sus compromisos con el público, sacan un nuevo disco con temas tanto ingleses como españoles. 
Una experiencia nueva tiene lugar en el grupo al siguiente año,la incursión de Los Pekes en el mundo del teatro a principios de 1967 en el Teatro Maravillas de Madrid. También en ese año, el conjunto se convierte en sexteto con la entrada de Fernando Muñoz, organista procedente de Los Polaris, y van a finalizar el contrato con la disquera Zafiro-Novola después de cinco años de permanencia con los sencillos "Que misterio"/"Baby Pop".
Su nuevo sello discográfico será EMI-Regal, pero por imposición de la anterior discográfica, propietaria de los derechos del nombre, éste se tiene que cambiar; Así aparece el disco "Total para qué" con el nombre de "Los Peckes".
Las múltiples galas, las giras alrededor de toda España, el desarrollo de la vida personal de varios integrantes, hacen muy difícil las nuevas grabaciones, orientándose a las actuaciones en directo con algunos cambios en sus integrantes, produciéndose la disolución definitiva del grupo en 1978.

## Discografía
| Año         | Formato      | Disquera      | Canciones |
| ----------- | ------------ | ------------- | --- |
| 1964        | EP de 7"     | Zafiro        | Loddy Lo / Al claro de Luna // Lo sé ("I Will") / Hay tantas chicas en el mundo                               |
| 1964        | EP de 7"     | Zafiro        | Tú serás mi baby / De chica en chica / Te quiero, baby / De mi mejor amigo                                    |
| 1965        | EP de 7"     | Zafiro        | Do Wah Diddy Diddy / Hago mal en quererte ("Do You Really Love Me Too") / Por ti no puedo dormir / La quiero  |
| 1965        | EP de 7"     | Zafiro        | Chao, chao ("Downtown") / Triste sin ti / Muñeca de cera ("Poupée de cire, poupée de son") / De un día a otro |
| 1965        | EP de 7"     | Zafiro        | Bailemos la Bostella / La Bostella de Tierce / ¿Quieres Bailar la Bostella? / Ding Dong Bostella              |
| 1965        | Single de 7" | Zafiro        | ¿Quieres Bailar la Bostella? / Bailemos la Bostella                                                           |
| 1965        | Single de 7" | Zafiro        | La Bostella de Tierce / Ding Dong Bostella                                                                    |
| 1965        | Single de 7" | Zafiro        | Chao Chao / Muñeca de Cera                                                                                    |
| 1965        | EP de 7"     | Zafiro        | Do Wah Diddy Diddy / Hago Mal en Quererte / Por Ti no Puedo Dormir / La Quiero                                |
| 1965        | Single de 7" | Zafiro-Novola | Do Wah Diddy Diddy / Le Quiero                                                                                |
| 1965        | Single de 7" | Zafiro-Novola | Hago Mal en Quererte / Por Ti No Puedo Dormir                                                                 |
| 1966        | Single de 7" | Zafiro-Novola | La Vida es Así / Un Muchacho Formal                                                                           |
| 1967        | Single de 7" | Zafiro-Novola | ¡Qué Misterio! / Baby Pop                                                                                     |
| 1968        | EP de 7"     | EMI Regal     | Total, Para Qué... / Vivir para vivir / Cuando me enamoro                                                     |
| Referencias |              |               | |